# Scion xA
Scion xA - п'ятидверний субкомпактний хетчбек, що продається в США з 2004-2006 рр. - як експортна модель японської Toyota Ist. Заснований на першому поколінні хетчбека Toyota Vitz, xA поділяв платформу з седаном Toyota Platz.
XA отримав незначну модернізацію протягом 2006 модельного року, до того як імпорт закінчився в грудні 2006 року. Наступник xA, Scion xD, був поставлений до дилерських центрів США, починаючи з серпня 2007 року, як модель 2008 року.